# 御殿 (沖縄)
御殿（うどぅん、または、おどん）は、主に琉球王族の邸宅、またはそこに住む人をさす尊称である。

## 概要
御殿は、一般には琉球国王の親族たる王子・按司の身分にある者が住む邸宅を意味した。例えば、伊江王子の邸宅は伊江御殿、本部按司の邸宅は本部御殿と言った。ほかに、国王の離宮、最高神女・聞得大君の住む邸宅などにも使われた。以下は、王子、按司の邸宅以外の主な例である。
- 中城御殿（なかぐすく、なかぐしく、うどぅん）。中城王子（王世子）の邸宅。
- 佐敷御殿（さしちうどぅん）。王妃の公務を司る建物。
- 大美御殿（うふみうどぅん）。国王の離宮。
- 崎山御殿（さちやまうどぅん）。国王の離宮。御茶屋御殿、東苑。
- 識名御殿（しちなうどぅん）。国王の離宮。識名園。南苑。
- 聞得大君御殿（ちふぃじんうどぅん）。聞得大君の邸宅。
- 内間御殿（うちまうどぅん）。尚円王の旧邸宅跡に建てられた神殿。

ほとんどの御殿は、首里城の北方（琉球方言でニシカタ）、すなわち当蔵村、大中村、赤平村に集中して建てられた。御殿一戸当たりの広さは、敷地が約1000坪（3300m2）、大・中・小の三門を構え、建物は約200坪(600m2)の広さがあった。

## 尊称
尊称としては、御殿は主に話し言葉で王子・按司を指す意味で用いられた。日本で天皇を禁裏、御門（みかど）など住居に関連した語で呼んだのと同様、位階名を直接名指しするのをはばかって用いられたと考えられる。ほかに王妃、王夫人、王世子、王子の親族などにも用いられた。例えば、宜野湾王子家の例に挙げると、以下のようになる。
- 宜野湾御殿（じのーんうどぅん）。宜野湾王子。
- 江洲御殿（えーしうどぅん）。王子夫人。
- 真南風御殿（まふぇーうどぅん）。王子の生母。
- 湧川御殿（わくがーうどぅん）。王子の長男。

このように王子家の主要な人物にもそれぞれ御殿の尊称が用いられた。

## 王国末期の御殿
王国末期の御殿は28家（王子家2、按司家26）を数えた。詳細は以下の通りである。
- 伊江御殿（伊江王子）
- 今帰仁御殿（今帰仁王子)
- 小禄御殿（小禄按司）
- 読谷山御殿（読谷山按司）
- 義村御殿（義村按司）
- 与那城御殿（与那城按司）
- 豊見城御殿（豊見城按司）
- 大里御殿（大里按司）
- 浦添御殿（浦添按司）
- 玉川御殿（玉川按司）
- 国頭御殿（国頭按司）
- 大村御殿（大村按司）
- 本部御殿（本部按司）
- 美里御殿（美里按司）
- 羽地御殿（羽地按司）
- 名護御殿（名護按司）
- 金武御殿（金武按司）
- 摩文仁御殿（摩文仁按司）
- 仲里御殿（仲里按司）
- 護得久御殿（護得久按司）
- 大宜見御殿（大宜見按司）
- 具志頭御殿（具志頭按司）
- 真壁御殿（真壁按司）
- 玉城御殿（玉城按司）
- 具志川御殿（具志川按司）
- 高嶺御殿（高嶺按司）
- 久志御殿（久志按司）
- 勝連御殿（勝連按司）

上記以外に、廃藩置県の直前並びに以後、新たに尚泰次男の尚寅が宜野湾御殿、尚泰四男の尚順が松山御殿とそれぞれ呼ばれた。